# 2014-es Türkvíziós Dalfesztivál
A 2014-es Türkvíziós Dalfesztivál volt a második Türkvíziós Dalfesztivál, melynek a tatárföldi Kazany adott otthont. A pontos helyszín a TatNeft Arena volt. Az Eurovíziós Dalfesztivállal ellenben itt nem az előző évi győztes rendez. Az elődöntőre 2014. november 19-én, a döntőre november 21-én került sor. A 2013-as verseny az azeri Fərid Həsənov győzelmével zárult, aki a Yaşa című dalát adta elő Eskişehirben. A verseny az Eurovíziós Dalfesztiválhoz hasonló, annyi eltéréssel, hogy itt azok az országok, régiók vesznek részt, ahol nagy számban beszélik valamelyik török nyelvet, vagy ahol számottevő a török népesség.

## A helyszín és a verseny
A verseny pontos helyszíne a Tatárföld fővárosában, Kazanyban található TatNeft Arena volt, ami 9 300 fő befogadására alkalmas.
| Tatárföld Kazany |

A dalfesztivál költségeit 3-3,5 millió amerikai dollárban állapították meg, amit a rendező Tatárföldnek és befektetőknek kellett biztosítaniuk.
2014. július 23-án hozták nyilvánosságra a versenyszabályokat: ezek szerint a részt vevő dalok csak új dalok lehettek, elkerülve ezzel az olyan eseteket, amilyet a 2013-as ukrán dal okozott, mivel az egy régebben megjelent dal átdolgozása volt.
Emellett minden részt vevő országnak és régiónak részt kellett vennie az elődöntőben, a rendező ország vagy régió nem kapott automatikusan helyet a döntőben.
Továbbá, a fesztivál népszerűsítése érdekében, minden részt vevő műsorsugárzó köteles volt 15, 20, 30, 45, 60 vagy 90 másodperces hirdetést leadni a dalfesztiválról és a rendező városról a verseny előtt.
Első alkalommal volt a versenynek három műsorvezetője, akik három különböző nyelven vezették a műsort: Narmin Agajeva törökül, Artyom Salimov oroszul, Ranyil Nurijev pedig tatárul.
A dalok előtti képeslapok a versenyzőkkel készült kisfilmek, melyeket az adott országban, régióban vettek fel a verseny előtt. A képeslapokban a versenyzők anyanyelvükön szólaltak meg, majd elővettek egy könyvet, melyben a könyvjelzőn látható az adott ország, régió zászlója. A képeslapok előtt az egyik műsorvezető, Artyom Salimov rövid interjúkat készített a versenyzőkkel.
Érdekesség, hogy a dalversenyt nyitó produkcióban a magyar Demjén Natália, légtornász is részt vett.

## A résztvevők
Először vett részt a versenyen Türkmenisztán, mely már 2013-ban is szerepelt volna, de mégsem indult el. Rajta kívül Albánia, Irán és Németország is ebben az évben küldte első indulóját. Első alkalommal szerepelt Bulgária is, mely az előző évben, távolmaradása ellenére is, közvetítette a versenyt.
Eredetileg Oroszország is indult volna, de sorozatban másodszor visszalépett még a verseny előtt. A Kazan World együttes ehelyett az ország fővárosát,  Moszkvát képviselte. Részt vett volna az Altaj köztársaság is, de az előzetes bejelentéssel ellentétben mégsem küldött indulót Kazanyba.
Mivel az orosz törvények kimondják, hogy csak Oroszország által elismert ország útlevelével lehet belépni az országba, így az Oroszország által el nem ismert Észak-Ciprus és Koszovó kénytelen volt visszalépni, habár előbbinek már az indulója is megvolt: İpek Amber Sessiz gidiş (magyarul: Csendes indulás) című dala képviselte volna a területet. Az énekesnő egy évvel később ugyanezzel a dallal részt vett a fesztiválon, ahol kilencedik helyet ért el.
Nem vett részt a 2014-es versenyen Fehéroroszország és a Kemerovói terület sem.
A Grúziát képviselő azeri Aysel Məmmədova (művésznevén AISEL) az első énekes, aki a Türkvíziós Dalfesztivál után kijutott az Eurovíziós Dalfesztiválra is: 2018-ban Azerbajdzsán első kiesőjeként az elődöntő tizenegyedik helyén végzett.

## A szavazás
Minden részt vevő országnak és régiónak volt egy zsűritagja, aki 1-től 10-ig pontozta az összes dalt (a saját országáét kivéve), majd a pontszámokat összesítették. A részletes eredményeket az előző évvel ellentétben ebben az évben a műsor végén nyilvánosságra hozták.
A szakmai zsűri tagjai voltak többek között Azerbajdzsán képviseletében Eldar Qasımov, aki Nikkivel együtt 2011-ben megnyerte az Eurovíziós Dalfesztivált, itt pedig az elődöntőben meghívott előadóként is jelen volt, a házigazda Tatárföld képviseletében Dina Garipova, aki a 2013-as Eurovíziós Dalfesztiválon Oroszország színeiben a döntő ötödik helyén végzett és a grúz Afik Novruzov, aki 2013-ban, Eynar Balakişiyevvel duettben képviselte Grúziát a Türkvíziós Dalfesztiválon.
Az elődöntős szavazás során több kellemetlenség is történt: Bosznia-Hercegovina a valós pontszámnál hárommal több pontot kapott, valamint a türkmén zsűritag öt pontot adott a saját országának. Emiatt a szervezők úgy döntöttek, hogy felemelik a döntő létszámát tizenötre, helyet adva a három legtöbb pontot kapott kiesőnek: Azerbajdzsánnak, Bulgáriának és Jakutföldnek.

### Zsűri
A zsűri ismert tagjai:
| - Avni Qahili - Eldar Qasımov - Aygul Axmadeyeva - Ahmed Švrakić - Afik Novruzov - Fathullah Ahmed Salih - Javat Abraheh - Vladimir Indigirskij - Nadeƶda Xadƶieva | - Bolat Baýyrjanuly Majaǵulov - Ğulnur Satılğanova - Seyran Mambetov - Eran Hasip - Arman Davletyjarov - Dina Garipova - Sinan Akçıl - Atageldy Garyagdyev - Mansur Toshmatov |

## Elődöntő
Az elődöntőt 2014. november 19-én rendezték huszonhat ország és régió részvételével. A végeredményt a szakmai zsűri szavazatai alakították ki. Tizenöt dal jutott tovább a döntőbe.
| #  | Ország                    | Nyelv           | Előadó                                     | Dal                    | Magyar fordítás                  | Helyezés | Pontszám |
| -- | ------------------------- | --------------- | ------------------------------------------ | ---------------------- | -------------------------------- | -------- | -------- |
| 01 | Kazahsztán                | kazak           | Janar Duǵalova                             | Izin kórem             | Látom a nyomát                   | 3.       | 198      |
| 02 | Németország               | török           | Fahrettin Güneş                            | Sevdiğim               | Akit szeretek                    | 21.      | 149      |
| 03 | Türkmenisztán             | türkmén         | Zuleyha Kakayewa                           | Şikga-şikga bilerzik   | Rázd-rázd a karkötőt             | 12.      | 169      |
| 04 | Grúzia                    | azeri, török    | Aysel Məmmədova és Ayla Şiriyeva           | Tənhayam               | Egyedül vagyok                   | 25.      | 141      |
| 05 | Üzbegisztán               | üzbég           | Aziza Nizamova                             | Dunyo boʻlsin omon     | Hagyd, hogy a világ túlélje      | 10.      | 172      |
| 06 | Albánia                   | török           | Xhoi Bejko                                 | Hava ve ateş           | Levegő és tűz                    | 19.      | 154      |
| 07 | Gagauzia                  | gagauz          | Mariä Topal                                | Aaladım                | Sírtam                           | 16.      | 162      |
| 08 | Ukrajna                   | gagauz          | Natali Deniz                               | Sän benim              | Az enyém vagy                    | 22.      | 148      |
| 09 | Irán                      | török, azeri    | Barış Grubu                                | Heydar baba            | —                                | 8.       | 178      |
| 10 | Karacsáj–Balkár[a]        | karacsáj-balkár | Eldar Zsanyikajev                          | Barama                 | Megérkezem                       | 23.      | 148      |
| 11 | Tatárföld                 | tatár           | Aydar Söläyman                             | Atlar çaba             | Futó lovak                       | 1.       | 223      |
| 12 | Moszkva                   | tatár           | Kazan World                                | Sine kötäm             | Várni rád                        | 5.       | 190      |
| 13 | Kirgizisztán              | kirgiz          | Non Stop                                   | Seze bil               | Érezd az ütemet                  | 6.       | 190      |
| 14 | Jakutföld                 | szaha           | Vladlena Ivanova                           | Kyn                    | Nap                              | 13.      | 168      |
| 15 | Törökország               | török           | Funda Kılıç                                | Hoppa                  | Hoppá                            | 2.       | 199      |
| 16 | Bosznia-Hercegovina       | bosnyák         | Mensur Salkić                              | Šutim                  | Hallgatok                        | 11.      | 171      |
| 17 | Baskíria                  | baskír          | Zaman                                      | Qobayır                | Eposz                            | 4.       | 193      |
| 18 | Bulgária                  | török           | Iszmail Matev                              | Yollara, taşlara       | Utakra, kövekre                  | 14.      | 168      |
| 19 | Irak                      | iraki türkmén   | Ahmed Duzlu                                | Çal kəlbimi            | Lopd el a szívem                 | 18.      | 155      |
| 20 | Krími Autonóm Köztársaság | krími tatár     | Darina Siniçkina                           | Gider isen             | Ha elmész                        | 9.       | 178      |
| 21 | Azerbajdzsán              | azeri, török    | Elvin Ordubadlı                            | Divlərin yalqızlığı    | Az óriások magánya               | 15.      | 166      |
| 22 | Románia                   | török           | Cengiz Erhan Cutluacai és Gafar Alev Sibel | Gençlik başa bir gelir | A fiatalság egyszer történik meg | 17.      | 158      |
| 23 | Macedónia                 | török           | Kaan Mazhar                                | Yolumu bulurum         | Megtalálom az utam               | 7.       | 181      |
| 24 | Hakaszföld                | hakasz          | Szajana Szoburova és Dmitrij Szafjanov     | Alƶaas                 | Hiba                             | 24.      | 148      |
| 25 | Tuva                      | tuvai           | Ayas Kuular                                | Sybedej                | Szubotáj                         | 20.      | 151      |

1.↑ a: Kabard- és Balkárföld, illetve Karacsáj- és Cserkeszföld minden évben közös indulót nevez a versenyre.

## Döntő
A döntőt 2014. november 21-én rendezték tizenöt ország és régió részvételével. A végeredményt a szakmai zsűri szavazatai alakították ki.
| #  | Ország                    | Nyelv        | Előadó           | Dal                  | Magyar fordítás             | Helyezés | Pontszám |
| -- | ------------------------- | ------------ | ---------------- | -------------------- | --------------------------- | -------- | -------- |
| 01 | Törökország               | török        | Funda Kılıç      | Hoppa                | Hoppá                       | 15.      | 128      |
| 02 | Krími Autonóm Köztársaság | krími tatár  | Darina Siniçkina | Gider isen           | Ha elmész                   | 6.       | 186      |
| 03 | Kazahsztán                | kazak        | Janar Duǵalova   | Izin kórem           | Látom a nyomát              | 1.       | 225      |
| 04 | Üzbegisztán               | üzbég        | Aziza Nizamova   | Dunyo boʻlsin omon   | Hagyd, hogy a világ túlélje | 7.       | 183      |
| 05 | Irán                      | török, azeri | Barış Grubu      | Heydar baba          | —                           | 13.      | 167      |
| 06 | Baskíria                  | baskír       | Zaman            | Qobayır              | Eposz                       | 3.       | 199      |
| 07 | Kirgizisztán              | kirgiz       | Non Stop         | Seze bil             | Érezd az ütemet             | 4.       | 196      |
| 08 | Türkmenisztán             | türkmén      | Zuleyha Kakayewa | Şikga-şikga bilerzik | Rázd-rázd a karkötőt        | 5.       | 192      |
| 09 | Jakutföld                 | szaha        | Vladlena Ivanova | Kyn                  | Nap                         | 7.       | 183      |
| 10 | Bulgária                  | török        | Iszmail Matev    | Yollara, taşlara     | Utakra, kövekre             | 11.      | 172      |
| 11 | Azerbajdzsán              | azeri, török | Elvin Ordubadlı  | Divlərin yalqızlığı  | Az óriások magánya          | 9.       | 177      |
| 12 | Bosznia-Hercegovina       | bosnyák      | Mensur Salkić    | Šutim                | Hallgatok                   | 10.      | 176      |
| 13 | Macedónia                 | török        | Kaan Mazhar      | Yolumu bulurum       | Megtalálom az utam          | 14.      | 166      |
| 14 | Moszkva                   | tatár        | Kazan World      | Sine kötäm           | Várni rád                   | 12.      | 170      |
| 15 | Tatárföld                 | tatár        | Aydar Söläyman   | Atlar çaba           | Futó lovak                  | 2.       | 201      |

## Térkép

A döntő résztvevői
Az elődöntőben kiesett országok, régiók
Országok, régiók, melyek korábban részt vettek, de ebben az évben nem

## Visszatérő előadók
| Előadó                                                    | Ország                    | Előző év(ek) |
| --------------------------------------------------------- | ------------------------- | ------------ |
| Ahmed Duzlu                                               | Irak                      | 2013         |
| Eldar Ƶanikajev                                           | Kabard- és Balkárföld     | 2013         |
| Eldar Ƶanikajev                                           | Karacsáj- és Cserkeszföld | 2013         |
| Cengiz Erhan Cutcalai (Gafar Alev Sibel közreműködésében) | Románia                   | 2013         |

## Közvetítés
| - RTSH - ATV - Kuray Television - Hayat TV - Kıbrıs Genç TV - GRT Television - Kumeo Kartlia Television - IRIB | - Adam Media Group - Piramida Television - CPRT - MRT 2 - Düğün TV - MTV - Kral TV, TRT |